# Ostrocerca prolongata
Ostrocerca prolongata är en bäcksländeart som först beskrevs av Peter Walter Claassen 1923.  Ostrocerca prolongata ingår i släktet Ostrocerca och familjen kryssbäcksländor. Inga underarter finns listade i Catalogue of Life.